# 10 شعبان
- السبت
- الأحد
- الاثنين
- الثلاثاء
- الأربعاء
- الخميس
- الجمعة

- 2525 يناير 2025
- 2626 يناير 2025
- 2727 يناير 2025
- 2828 يناير 2025
- 2929 يناير 2025
- 3030 يناير 2025
- 131 يناير 2025
- 21 فبراير 2025
- 32 فبراير 2025
- 43 فبراير 2025
- 54 فبراير 2025
- 65 فبراير 2025
- 76 فبراير 2025
- 87 فبراير 2025
- 98 فبراير 2025
- 109 فبراير 2025
- 1110 فبراير 2025
- 1211 فبراير 2025
- 1312 فبراير 2025
- 1413 فبراير 2025
- 1514 فبراير 2025
- 1615 فبراير 2025
- 1716 فبراير 2025
- 1817 فبراير 2025
- 1918 فبراير 2025
- 2019 فبراير 2025
- 2120 فبراير 2025
- 2221 فبراير 2025
- 2322 فبراير 2025
- 2423 فبراير 2025
- 2524 فبراير 2025
- 2625 فبراير 2025
- 2726 فبراير 2025
- 2827 فبراير 2025
- 2928 فبراير 2025

10 شعبان أو 10 شعبان المُعَظّم أو يوم 10 \ 8 (اليوم العاشر من الشهر الثامن) هو اليوم السابع عشر بعد المائتين (217) من أيَّام السنة (أو الثامن عشر بعد المائتين لو كان شهر جمادى الآخرة مُتممًا لليوم الثلاثين أو التاسع عشر بعد المائتين لو أتم كلًا من صفر وربيع الآخر وجمادى الآخرة ثلاثين يومًا) وفق التقويم الهجري القمري (العربي). يبقى بعده 137 أو 138 يومًا لانتهاء السنة.

## أحداث
- 12هـ - انتصار المسلمين بقيادة «القعقاع بن عمرو التميمي» على الفرس بقيادة «رُوزَبَه» في معركة الحُصَيْد، وفرار الفرس بعد مقتل قائدهم.
- 497هـ - السلاجقة يتغلبون على الصليبيين في معركة حران.
- 1352هـ - افتتاح الخط الحديدي بين مراكش وتونس الذي يربط بين الممتلكات الفرنسية، ويمكّنها من إرسال قوات من تونس إلى موانئ مراكش الواقعة على المحيط الأطلسي؛ وبذلك تتفادى طريق البحر المتوسط المحفوف بالأخطار.
- 1388هـ - إضراب عام في القدس احتجاجا على الإدارة العسكرية الإسرائيلية للمدينة.
- 1389هـ - انقلاب عسكري في الصومال بقيادة محمد سياد بري.
- 1406هـ - مجلس المطارنة الموارنة ينتخب المطران نصر الله صفير بطريركًا للكنيسة المارونية خلفًا للبطريرك المستقيل أنطون بطرس خريش.
- 1409هـ - الحراس المسلمون للمسجد الأقصى يعثرون على كمية من القنابل داخل المسجد وضعتها جماعة يهودية لتستخدمها في تفجيره.
- 1411هـ - وقوع معركة القرين بين مقاومون كويتيون وجنود من الجيش العراقي وذلك أثناء حرب الخليج الثانية، حيث حاصر الجنود المنزل وقصفوه بالمدفعية وأدى بالنهاية إلى مقتل عدد كبير من المقاومين.
- 1429هـ - حكومة الوحدة الوطنية اللبنانية تنال ثقة البرلمان بمائة صوت من أصل حضور 107، حيث رفض إعطاء الثقة 5 نواب وامتنع نائبان، والنائب الرئيس حسين الحسيني يعلن استقالته من عضويه البرلمان احتجاجًا على سوء الأوضاع.
- 1435هـ - تنصيب المشير عبد الفتاح السيسي رئيسًا لمصر، خلفًا للرئيس المؤقت عدلي منصور.
- 1442هـ - جنوح سفينة الحاويات إيفر جيفين في قناة السويس يؤدي إلى تعطيل الملاحة في الاتجاهين.

## مواليد
- 1348 هـ - عثمان بن سيار، شاعر سعودي.
- 1355 هـ - أحمد مطلوب، وزير ثقافة عراقي.
- 1360 هـ - طوني فرنجيّة، سياسي لبناني.
- 1373 هـ - أمينة بنت محمد الخامس، أميرة علوية من الأسرة المالكة في المغرب.
- 1389 هـ -
  - كريمة الصقلي، مغنية مغربية.
  - سلمان بن حمد آل خليفة، ولي عهد البحرين.
- 1396 هـ - داليا مصطفى، ممثلة مصرية.
- 1403 هـ - عبد الرحمن القحطاني، لاعب كرة قدم سعودي.

## وفيات
- 1401هـ - محمود فوزي، نائب رئيس الجمهورية في مصر.
- 1427هـ - عبد الله المطوع، داعية إسلامي كويتي.
- 1433هـ - جاسم القطامي، سياسي كويتي.
- 1435هـ - محمد أبو الحسن، ممثل مصري.
- 1438هـ - نجاح حفيظ، ممثلة سورية.

## وصلات خارجية
- موقع قصة الإسلام: حدث في شهر شعبان.